# Вальцефер, Юлия Викторовна
Вальцефер Юлия Викторовна (4 января 1960, Ленинград) — российский график и живописец, член Санкт-Петербургского Союза художников, член Творческого союза художников России.

## Биография
Ю. В. Вальцефер родилась в семье художников Виктора Александровича Вальцефера и Ксении Борисовны Ижевской (1930—2017), замужем за художником Николаем Александровичем Романовым.
В 1979—1985 г. училась Институте живописи, скульптуры и архитектуры им. И. Е. Репина на графическом факультете под руководством Ветрогонского В. А.
Тема диплома «Ленинские места в Самаре» (серия литографий).
Член Союза Художников с 1990 г.
Член Творческого Союза Художников России с 2009 г.
Персональные выставки прошли в галерее «Дельта», Санкт-Петербург, в Выставочном центре Союза художников Санкт-Петербурга (1999, 2005, 2006), в Генеральном Консульстве Латвийской республики в Санкт-Петербурге (2002), в галерее «Замоскворечье», Москва (2002), в галерее «Валенсия», Санкт-Петербург (2001), в арт-галерее «АРКА», Санкт-Петербург (2009, 2012—2013), в Музее-квартире И. И. Бродского, Санкт-Петербург (2017), в Галерее Лютеранской кирхи «Воздух», г. Пушкин (2017).
Участница более 100 выставок в России и за рубежом.
Среди выставок 1980—1990-х гг.: «Ленинградские художники», Рио де Жанейро (1988), «Музы Петербурга», Музей-квартира Н. А. Некрасова, Санкт-Петербург (1999) и др.
Участница выставок 2000—2009 гг.: Международный фестиваль «Мастер-класс», Санкт-Петербург (2000); «Акварельная комната», Красноярский государственный художественный музей имени В. И. Сурикова; Новосибирский государственный художественный музей (2001); «Арт-Манеж», Москва (2003, 2004); «Арт-Салон», ЦДХ, Москва (2003, 2004); Информационный Центр ООН, Москва (2004); Выставочный проект «ПЕТЕРБУРГ», Новосибирский государственный художественный музей, Государственный художественный музей Алтайского края (2008); «Кредо-арт», Музей пейзажа, Плёсский государственный историко-архитектурный и художественный музей-заповедник (2009) и др.
Среди выставок 2010-х гг.: «Сказка», Ивановский областной художественный музей (2009); IV международная выставка «Коллекционер», ЦВЗ (Санкт-Петербург) (2011); Пушкин — Камбрэ. Мэрия Царского Села, Пушкин (2012); «Полиреализм», Выставочный центр Союза художников Санкт-Петербурга (2012, 2013, 2014); «Современные Художницы России. Санкт-Петербург», Хэйлунцзянское управление культуры. Харбин, Китай (2013); Международный форум «Artway», Феодосия, Хельсинки, Финляндия (2014), «Петербургские художники». Камбре, Франция (2016); Международная выставка ART-NORDIC. Копенгаген, Дания (2017) и др.
Автор иллюстраций к книге Ричарда Баха «Чайка по имени Джонатан Ливингстон» (2000).

## Награды
- Бронзовая медаль «За вклад в отечественную культуру» Творческого Союза России Международной Ассоциации художников (2008);

## Галерея

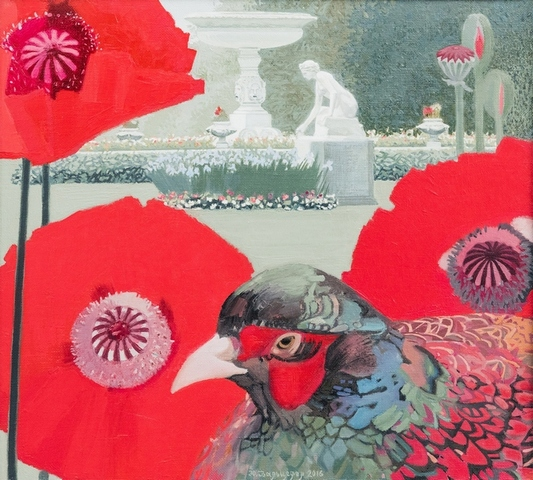
Ю. В. Вальцефер. Маки. 2016
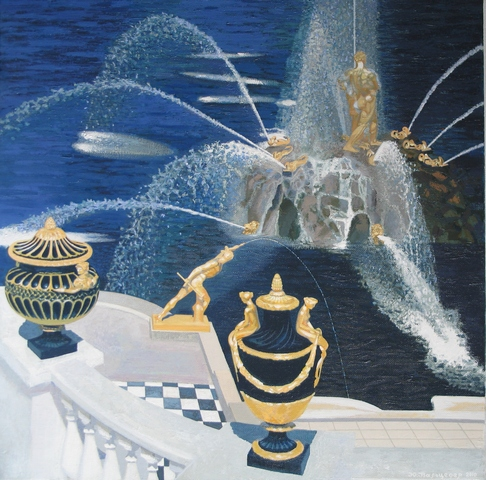
Ю. В. Вальцефер. Самсон. 2010
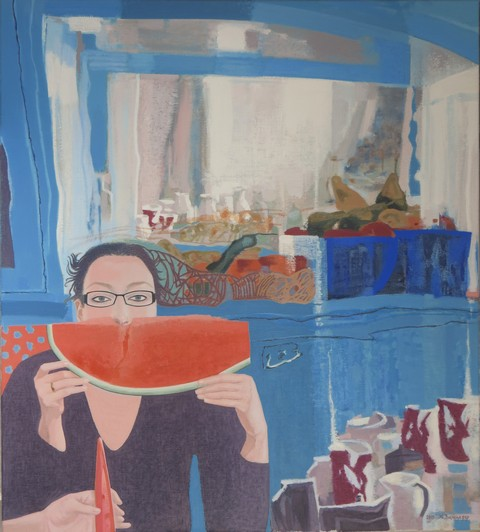
Ю. В. Вальцефер. Магия вкуса. 2013
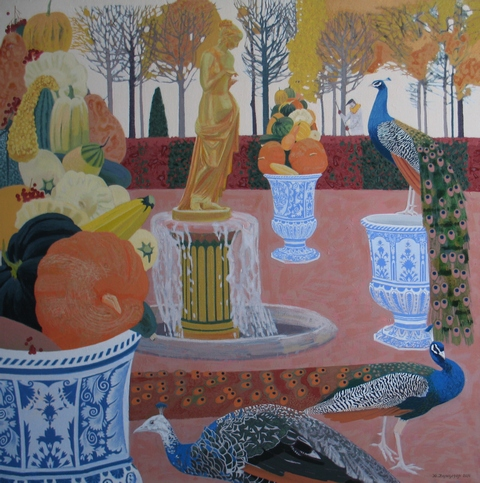
Ю. В. Вальцефер. Садовник. 2014
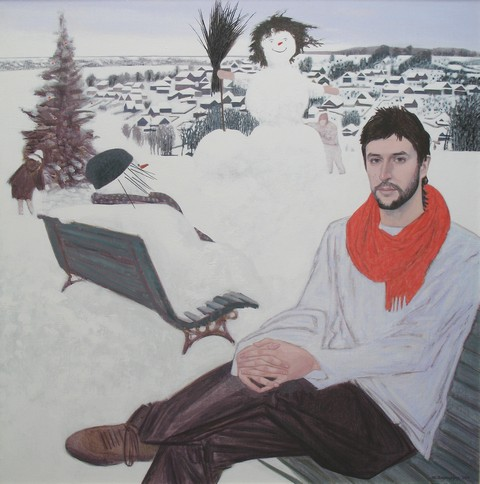
Ю. В. Вальцефер. Илларион. 2014
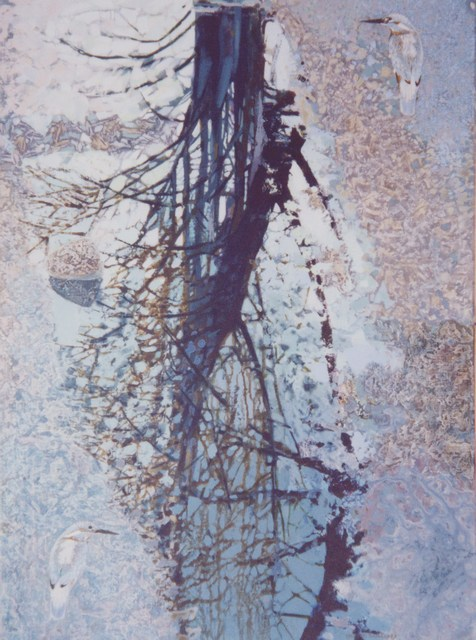
Ю. В. Вальцефер. Отражение. 2003

## Музеи
Работы Ю. В. Вальцефер находятся в коллекциях музеев:
- Самарский областной художественный музей
- Ивановский областной художественный музей
- Новосибирский государственный художественный музей
- Костромской государственный историко-архитектурный и художественный музей-заповедник
- Литературный музей Пушкинского Дома ИРЛИ РАН